# 电子竞技世界
电子竞技世界，是曾在中国中央电视台体育频道播出的电视节目，主持人段暄。该节目于2003年4月4日首播，于2004年6月4日后停播。

## 节目板块
- 电玩制高点：介绍世界上的运动电玩游戏、游戏制作公司、最新硬件产品
- 抢滩登陆：介绍游戏公司正在研发或即将推出的的体育游戏
- 少数派报告：有关电子竞技产业焦点的专题报告
- 游戏先锋：对电子竞技业内人物的展示（包括著名游戏玩家、酷爱电玩青少年、职业选手等）
- 竞技场：播出游戏比赛，如栏目组织的全国电子体育大赛、其他世界性或全国性的电子体育赛事、与现实比赛结合的模拟体育赛事
- 以ｅ当实：介绍世界上著名的体育网站和与体育游戏相关的网站；结合新闻事件，综合全世界的网站特色报道进行纵深分析；定期举行FLASH大赛；介绍与某一体育游戏相关的站点[1][3][4]

## 停播
2004年4月12日，国家广播电影电视总局公布了《关于禁止播出电脑网络游戏类节目的通知》，指出某些广播电视播出机构播出电脑网络游戏节目，给未成年人的健康成长造成不利影响，因此决定各级广播电视播出机构一律不得播出电脑网络游戏节目。各级广播电视行政部门在接到通知后要对所属各级电台、电视台有关电脑网络游戏宣传情况进行全面清理检查。
中国中央电视台在2004年4月18日接到通知，并在4月22日停播《电子竞技世界》。中央电视台总编室的相关负责人称，中国中央电视台接到通知后进行报告，称《电子竞技世界》不属于“电脑网络游戏类节目”而是属于体育竞技类节目，但报告没有通过，最后中国中央电视台还是决定将《电子竞技世界》停播。
2004年4月30日，《电子竞技世界》重新播出，重播后节目已没有反恐精英、魔兽争霸3、星际争霸的内容，但是仍然可以看到职业电子竞技联盟、电子竞技世界杯、全球冰封王座电脑游戏大赛、世界电子竞技大赛的报道。
2004年6月4日，《电子竞技世界》播出最后一期，最后一期的内容是情景剧《梦幻欧洲杯》上期，这期找来当时中国顶尖的足球电竞高手，以搞笑的方式来展示模拟欧洲杯。